# 外崎春雄
外崎 春雄（そとざき はるお）は、日本の男性アニメーター、アニメ監督、アニメ演出家、キャラクターデザイナーである。ufotable所属。

## 人物
地元の高校卒業後、代々木アニメーション学院に進学。卒業後に、スタジオダブに就職。多くの作品で原画、作画監督を務めたのち、『ヴァイスクロイツ グリーエン』のLast Mission8「Instant Karma」よりufotable作品に参加。原画や作画監督のほか、『ニニンがシノブ伝』にてシリーズディレクター、ゲーム作品『サモンナイトエクステーゼ 夜明けの翼』のオープニングアニメーションにて監督、キャラクターデザインを務めた。
松島晃とタッグを組むことが多く、OVA作品『テイルズ オブ シンフォニア THE ANIMATION』以降、ufotableが制作する『テイルズ オブ シリーズ』のアニメーションパートのすべてにおいて監督を務め、松島がキャラクターデザインを務めている。外崎が『テイルズ オブ シリーズ』のアニメーション監督に任命された理由としては、ufotable代表の近藤光が「ufotableに貢献してくれている外崎に監督作品を用意せねば」という思いから外崎に依頼した。『テイルズ オブ シンフォニア THE ANIMATION』では企画段階で4本のみ制作予定であったものが、外崎がプロデューサーの近藤に働きかけた結果、全11本の長期作品となった。
多数のゲーム作品、OVA作品、SPアニメにおいて監督を務める。2016年に『テイルズ オブ ゼスティリア ザ クロス』にて初のTVアニメ作品の監督を務めた。
長編映画では初の監督作品となった『劇場版 鬼滅の刃 無限列車編』（2020年10月16日公開）は、公開から32週目間で興行収入400.2億円を記録。また、第33回日刊スポーツ映画大賞・石原裕次郎賞の『石原裕次郎賞』、東京アニメアワード2021の『個人賞 監督・演出部門』、第44回日本アカデミー賞 最優秀アニメーション作品賞を受賞している。

## 参加作品

### テレビアニメ
1994年
- 機動武闘伝Gガンダム（1994年 - 1995年、動画）

1995年
- 新機動戦記ガンダムW（1995年 - 1996年、原画、動画）

1996年
- 機動新世紀ガンダムX（原画）

1997年
- るろうに剣心 -明治剣客浪漫譚-（1997年 - 1998年、原画）
- YAT安心!宇宙旅行（作画監督）
- ポケットモンスター（原画）
- ネクスト戦記EHRGEIZ（作画監督）

1998年
- SHADOW SKILL -影技-（作画監督、OP原画、原画）
- ヴァイスクロイツ（作画監督、原画）
- EAT-MAN'98（作画監督、OP原画、ED原画、原画）

1999年
- 小さな巨人 ミクロマン（作画監督）
- 火魅子伝（作画監督）
- 逮捕しちゃうぞ Special（ゲストキャラクターデザイン、作画監督、原画）
- それゆけ!宇宙戦艦ヤマモト・ヨーコ（作画監督、原画）
- 仙界伝 封神演義（作画監督）
- ヱデンズボゥイ（作画監督、OP原画、原画）
- HUNTER×HUNTER（1999年 - 2001年、OP2原画、原画）

2000年
- Blue Gender（作画監督）
- ゲートキーパーズ（原画）
- 銀装騎攻オーディアン（演出、作画監督、OP原画、原画）
- 幻想魔伝 最遊記（作画監督）
- HAND MAID メイ（OP原画、原画）

2001年
- 破壊魔定光（作画監督、OP原画）
- 地球少女アルジュナ（ゲスト設定、作画監督、作画監督補、原画）
- スターオーシャンEX（原画）
- The Soul Taker 〜魂狩〜（作画監督、OP原画、原画）
- フルーツバスケット（演出、作画監督、作画監督補佐、原画）
- あぃまぃみぃ!ストロベリー・エッグ（OP原画）

2002年
- X-エックス-（演出、作画監督補、原画）
- ヴァイスクロイツ グリーエン（作画監督）
- 満月をさがして（OP原画）
- 攻殻機動隊 STAND ALONE COMPLEX（原画）
- ヒートガイジェイ（作画監督、OP原画）
- NARUTO -ナルト-（2002年 - 2005年、作画監督、原画）
- GetBackers-奪還屋-（OP原画）

2003年
- 機動戦士ガンダムSEED（原画）
- WOLF'S RAIN（原画）
- L/R -Licensed by Royal-（作画監督、OP原画）
- E'S OTHERWISE（ゲストキャラクターデザイン、原画）
- キノの旅 -the Beautiful World-（OP原画）
- 住めば都のコスモス荘 すっとこ大戦ドッコイダー（演出、作画監督、原画）

2004年
- 今日からマ王！（作画監督）
- KURAU Phantom Memory（OP原画）
- マリア様がみてる～春～（OP原画）
- ニニンがシノブ伝（シリーズディレクター、OP絵コンテ（共同）、絵コンテ、作画監督、原画）
- ルパン三世 盗まれたルパン 〜コピーキャットは真夏の蝶〜（キャラクター作画監督）

2005年
- 好きなものは好きだからしょうがない!!（OP原画）
- バジリスク ～甲賀忍法帖～（OP原画）
- あまえないでよっ!!（OP原画）
- ぺとぺとさん（OP原画）
- 地獄少女（2005年 - 2006年、OP演出）
- ノエイン もうひとりの君へ（作画監督）

2006年
- あまえないでよっ!! 喝!!（OP原画）
- プリンセス・プリンセス（OP原画、原画）
- 獣王星（絵コンテ、原画）
- コヨーテ ラグタイムショー（漫画デザイン、作画監督）
- 天保異聞 妖奇士（2006年 - 2007年、OP原画、原画）

2007年
- REIDEEN（原画）
- ロミオ×ジュリエット（OP原画）
- ひぐらしのなく頃に解（OP原画）

2008年
- ドルアーガの塔 ～the Aegis of URUK～（OP原画、原画）
- モノクローム・ファクター（OP原画）
- 西洋骨董洋菓子店 〜アンティーク〜（衣装デザイン、作画監督）
- しゅごキャラ!!どきっ（2008年 - 2009年、変身・必殺技アニメーション原画）

2009年
- イナズマイレブン（2009年 - 2011年、作画監督、作画監督補佐、原画）
- マリア様がみてる 4thシーズン（作画監督、OP原画）
- ドルアーガの塔 ～the Sword of URUK～（OP原画）
- クッキンアイドル アイ!マイ!まいん!（2009年 - 2012年、絵コンテ、作画監督）
- メタルファイト ベイブレード（2009年 - 2010年、ED一人原画）
- 鋼の錬金術師 FULLMETAL ALCHEMIST（2009年 - 2010年、ED演出・原画、OP原画、原画）
- シャングリ・ラ（OP原画）
- 07-GHOST（ED原画）

2010年
- ぬらりひょんの孫（OP原画）

2011年
- NO.6（ED第二原画）
- イナズマイレブンGO（作画監督補佐、OP原画）
- 銀魂’（原画）

2012年
- ZETMAN（OP原画、原画）
- イナズマイレブンGO クロノ・ストーン（作画監督補佐）
- LUPIN the Third -峰不二子という女-（作画監督）
- 絶園のテンペスト（OP原画、原画）
- バトルスピリッツ ソードアイズ（作画監督協力、原画）

2013年
- 革命機ヴァルヴレイヴ（OP原画）

2014年
- Fate/stay night [Unlimited Blade Works]（第二原画）
- テイルズオブゼスティリア〜導師の夜明け〜（監督、絵コンテ、演出、原画）

2015年
- GOD EATER（第2原画）

2016年
- テイルズ オブ ゼスティリア ザ クロス（2016年 - 2017年、監督、OP絵コンテ・演出、絵コンテ、演出、作画監督、原画、第二原画）

2017年
- 活撃 刀剣乱舞（絵コンテ、演出）

2019年
- 鬼滅の刃 竈門炭治郎 立志編（監督・OP絵コンテ・演出、絵コンテ、演出、作画監督、原画）

2021年
- 鬼滅の刃 無限列車編（監督・OP絵コンテ・演出、絵コンテ、演出、作画監督）
- 鬼滅の刃 遊郭編（2021年 - 2022年、監督・OP絵コンテ・演出・原画、絵コンテ、作画監督）

2023年
- 鬼滅の刃 刀鍛冶の里編（監督、OP絵コンテ・演出・原画）

2024年
- 鬼滅の刃 柱稽古編（監督、絵コンテ、演出）

### 劇場アニメ
2000年
- デジモンアドベンチャー02 前編・デジモンハリケーン上陸!!／後編・超絶進化!! 黄金のデジメンタル（原画）

2001年
- 頭文字D Third Stage -INITIAL D THE MOVIE-（作画監督・原画）
- デジモンアドベンチャー02 ディアボロモンの逆襲（原画）
- カウボーイビバップ 天国の扉（原画）

2002年
- エクスドライバー the Movie（作画監督補・原画）

2004年
- NITABOH 仁太坊-津軽三味線始祖外聞（作画監督）
- 劇場版 NARUTO -ナルト- 木ノ葉の里の大うん動会（作画監督）

2005年
- 劇場版 NARUTO -ナルト- 大激突!幻の地底遺跡だってばよ（原画）

2010年
- 劇場版イナズマイレブン 最強軍団オーガ襲来（原画）
- 劇場版 銀魂 新訳紅桜篇（原画）

2012年
- 劇場版イナズマイレブンGO vs ダンボール戦機W（原画）

2013年
- 魔女っこ姉妹のヨヨとネネ（作画監督）

2020年
- 劇場版 鬼滅の刃 無限列車編（監督・絵コンテ・演出・作画監督）

2025年
- 劇場版 鬼滅の刃 無限城編（第一章、監督・絵コンテ・総作画監督補佐・作画監督）

### OVA
1995年
- 覇王大系リューナイト#覇王大系リューナイト アデュー・レジェンド覇王大系リューナイト アデュー・レジェンド（動画）

1999年
- るろうに剣心 -明治剣客浪漫譚- 追憶編（原画）

2000年
- エクスドライバー（2000年 - 2001年、作画監督補佐）

2001年
- るろうに剣心 -明治剣客浪漫譚- 星霜編（2001年 - 2002年、原画）

2002年
- ゲートキーパーズ21（OP原画）

2003年
- 新・北斗の拳（2003年 - 2004年、キャラクターデザイン、総作画監督、作画監督）

2006年
- マリア様がみてる 3rdシーズン（2006年 - 2007年、原画）

2007年
- テイルズ オブ シンフォニア THE ANIMATION 全11巻（2007年 - 2012年、監督、モンスターデザイン、OP絵コンテ・演出・原画、絵コンテ、演出、原画）

2009年
- 鋼の錬金術師 FULLMETAL ALCHEMIST 映像特典 「シンプルな人々」（演出）

### ゲーム
2002年
- ドラゴンドライブ タクティクスブレイク（キャラクターデザイン、演出、作画監督）

2005年
- サモンナイトエクステーゼ 夜明けの翼（アニメーション監督、キャラクターデザイン、作画監督、挿入ムービー作画）
- テイルズ オブ レジェンディア（OP原画）
- テイルズ オブ ジ アビス（OP原画）
- 王宮夜想曲（キャラクターデザイン、絵コンテ、演出、作画監督）
- サモンナイト クラフトソード物語 〜はじまりの石〜（絵コンテ、演出、作画監督）

2006年
- 魔界戦記ディスガイア2（アニメーション監督、キャラクターデザイン、演出、作画監督、原画）
- テイルズ オブ デスティニー（ムービーパート原画）
- テイルズ オブ ザ ワールド レディアント マイソロジー（OP原画）

2007年
- ドラゴンシャドウスペル（監督、演出、作画監督）
- 腕魂（作画監督、原画）

2008年
- 魔界戦記ディスガイア3（監督、キャラクターデザイン、演出、作画監督）

2011年
- テイルズ オブ エクシリア（アニメーションムービー監督、絵コンテ、演出、原画）

2012年
- レイトン教授VS逆転裁判（原画）
- テイルズオブエクシリア2（アニメーションムービー監督、演出、オープニングアニメーション演出・絵コンテ、原画）

2015年
- テイルズ オブ ゼスティリア（アニメーションムービー監督、絵コンテ、演出、OPアニメーション演出・絵コンテ、原画）

2016年
- テイルズ オブ ベルセリア（アニメーションムービー監督、絵コンテ、演出、オープニングアニメーション演出・絵コンテ）

2021年
- テイルズ オブ アライズ（アニメーションムービー監督）

### その他
- サモンナイト クラフトソード物語 私たちの海上都市（2004年、本文イラスト）

## 受賞歴
- 第33回日刊スポーツ映画大賞・石原裕次郎賞：石原裕次郎賞[3]
- 東京アニメアワード2021：個人賞　監督・演出部門[4]
- 第44回日本アカデミー賞：最優秀アニメーション作品賞[12]
- Crunchyrollアニメアワード2023：最優秀監督賞[13]
- 第45回報知映画賞 アニメ作品賞[14]